# Gornja Velika (żupania kopriwnicko-kriżewczyńska)
Gornja Velika – wieś w Chorwacji, w żupanii kopriwnicko-kriżewczyńskiej, w gminie Sokolovac. W 2011 roku liczyła 95 mieszkańców.